# Szilvia Péter Szabó
Szilvia Péter Szabó (n. Szeged, (Hungría; 9 de septiembre de 1982) es la cantante de la banda húngara NOX.
Aprendió a cantar de forma autodidacta. Al principio fue una cantante en una pequeña banda de Szeged. Más tarde fue descubierta y elegida para ser la cantante de un nuevo grupo: NOX. Ha sido miembro de este grupo desde el principio. La prensa ha escrito mucho sobre su relación con el productor de la banda, y sus habladurías eran ciertas.
NOX le trajo un gran éxito: participó en Eurovisión, ganaron el Dalnokok Ligája y consiguieron varios premios. NOX es uno de los más famosos grupos de Hungría y planean hacer conciertos en Europa Occidental.